# El Anatsui
El Anatsui (Anyako, 4 februari 1944) is een Ghanees beeldhouwer. Hij werd geboren in het Ewe-talige gebied van Ghana en werkte het grootste deel van zijn leven in Nigeria.

## Leven
Anatsui volgde de kunstacademie van de Universiteit van Wetenschap en Technologie in Kumasi in Centraal-Ghana. Vervolgens werd hij in 1975 docent aan de Universiteit van Nigeria in Nsukka. Hier werd hij lid van de Nsukka-kunstenaarsgroep.
Anatsui heeft een voorkeur voor de materialen klei en hout, waarmee hij objecten maakt die voor een deel zijn gebaseerd op traditionele Ghanese religies. Ook werkt hij met het textiel kente. Verder zaagde hij bijvoorbeeld hout met een kettingzaag en maakte het zwart met een acetyleenbrander. Ook werkt hij naast Ghanese motieven met ontwerpen als uli en nsibidi.
Begin 21e eeuw verlegde hij zijn stijl naar de installatiekunst.

## Tentoonstellingen
Anatsui exposeerde wereldwijd:
- 1990: Biënnale van Venetië
- 1995: Beeldhouwtriënnale van Osaka
- 2001: National Museum of African Art, New York
- 2001: Centro de Cultura Contemporania, Barcelona
- 2002: Biënnale van Liverpool
- 2005: Hayward Gallery, Londen
- 2007: Biënnale van Venetië
- 2008: National Museum of African Art, Washington D.C.
- 2008-09: Metropolitan Museum of Art in New York

In oktober 2010 opende een expositie met een terugblik op zijn werk in het Royal Ontario Museum in Toronto, onder de naam When I Last Wrote to You About Africa. Deze expositie is sindsdien gedurende drie jaar op tour door Noord-Amerika.

## Onderscheidingen
- El Anatsui ontving in 2009 een Prins Claus Prijs. De prijs werd hem toegekend "voor de uitmuntende esthetische en intellectuele kwaliteiten van zijn creaties, voor zijn innovatief gebruik van materialen om de dialoog tussen cultuur en natuur te benadrukken en voor zijn toegewijde en inspirerende rol in de ontwikkeling van de beeldende kunsten in Afrika."[4]
- In 2013 werd hij erelid van de Royal Academy of Arts. In hetzelfde jaar ontving hij de Charles Wollaston Award, de belangrijkste prijs van de Royal Academy Summer Exhibition.[5]

- Bibliothèque nationale de France: cb134760454 (data)
- CiNii: DA1550186X
- Gemeinsame Normdatei: 113491786
- International Standard Name Identifier: 0000 0000 8079 439X
- Library of Congress Control Number: n91104498
- Bibliotheek van het Japanse parlement: 01210731
- Nationale Bibliotheek van Israël: 987007453738505171
- Nederlandse Thesaurus van Auteursnamen: 353996327
- RKD-Nederlands Instituut voor Kunstgeschiedenis: 368362
- SNAC: w6wd8c0m
- Système universitaire de documentation: 157324443
- Union List of Artist Names: 500034780
- Virtual International Authority File: 159923
- WorldCat: E39PBJkTcMpmG3ktmf3TctY3wC